# Championnat d'Irak de football 2018-2019
Navigation
Saison précédente Saison suivante
La saison 2018-2019 du Championnat d'Irak de football est la quarante-cinquième édition de la première division en Irak, la Iraqi Premier League. Les vingt clubs participants sont regroupés au sein d'une poule unique où ils s'affrontent à deux reprises. En fin de saison, les deux derniers du classement sont relégués et remplacés par les deux meilleurs clubs de deuxième division.
Al Shorta Bagdad remporte son quatrième titre de champion.

## Équipes participantes
- Al-Hussein FC
- Al-Qowa Al-Jawiya
- Talaba Sport Club
- Bagdad FC
- Al Shorta Bagdad
- Al-Zawra'a Sports Club
- Najaf FC
- Naft Al-Wasat
- Samawa FC
- Al Nafat Bagdad
- Al Mina'a Bassora
- Naft Maysan
- Al-Karkh Sport Club - Promu de D2
- Arbil SC - Promu de D2
- Al-Bahri SC
- Naft Al-Janoob
- Al-Diwaniya FC
- Al-Sinaat Al-Kahrabaiya
- Al-Kahraba
- Al-Hedood

## Compétition
Le barème de points servant à établir le classement se décompose ainsi :
- Victoire : 3 points
- Match nul : 1 point
- Défaite : 0 point

### Classement
| Rang | Équipe                     | Pts | J  | G  | N  | P  | Bp | Bc | Diff |
| ---- | -------------------------- | --- | -- | -- | -- | -- | -- | -- | ---- |
| 1    | Al Shorta Bagdad           | 89  | 38 | 27 | 8  | 3  | 73 | 22 | +51  |
| 2    | Al-Qowa Al-Jawiya          | 84  | 38 | 25 | 9  | 4  | 58 | 27 | +31  |
| 3    | Al-Zawra'a Sports Club T C | 65  | 38 | 17 | 14 | 7  | 57 | 40 | +17  |
| 4    | Al Nafat Bagdad            | 63  | 38 | 16 | 15 | 7  | 60 | 39 | +21  |
| 5    | Naft Maysan                | 59  | 38 | 15 | 14 | 9  | 57 | 47 | +10  |
| 6    | Al-Karkh Sport Club P      | 57  | 38 | 15 | 12 | 11 | 44 | 35 | +9   |
| 7    | Naft Al-Wasat              | 50  | 38 | 11 | 17 | 10 | 38 | 37 | +1   |
| 8    | Amanat Bagdad              | 50  | 38 | 12 | 14 | 12 | 36 | 35 | +1   |
| 9    | Al-Hedood                  | 50  | 38 | 12 | 14 | 12 | 35 | 41 | -6   |
| 10   | Al-Kahraba                 | 48  | 38 | 10 | 18 | 10 | 41 | 41 | 0    |
| 11   | Arbil SC P                 | 48  | 38 | 12 | 12 | 14 | 34 | 36 | -2   |
| 12   | Najaf FC                   | 44  | 38 | 9  | 17 | 12 | 41 | 43 | -2   |
| 13   | Talaba Sport Club          | 44  | 38 | 10 | 14 | 14 | 47 | 52 | -5   |
| 14   | Al-Diwaniya FC             | 44  | 38 | 9  | 17 | 12 | 32 | 43 | -11  |
| 15   | Naft Al-Janoob             | 42  | 38 | 11 | 9  | 18 | 37 | 53 | -16  |
| 16   | Al-Sinaat Al-Kahrabaiya    | 41  | 38 | 9  | 14 | 15 | 30 | 38 | -8   |
| 17   | Al Mina'a Bassora          | 40  | 38 | 8  | 16 | 14 | 34 | 42 | -8   |
| 18   | Al Samawa FC               | 33  | 38 | 8  | 9  | 21 | 26 | 59 | -33  |
| 19   | Al-Bahri SC                | 29  | 38 | 6  | 11 | 21 | 39 | 66 | -27  |
| 20   | Al-Hussein FC              | 27  | 38 | 5  | 12 | 21 | 29 | 52 | -23  |

|  | Qualification pour la Ligue des champions de l'AFC 2020              |
|  | Qualification pour la Coupe des clubs arabes 2020                    |
|  | Relégation directe en deuxième division                              |
|  | T : Tenant du titre C : Vainqueur de la Coupe d'Irak P : Promu de D2 |

## Bilan de la saison
| Championnat d'Irak de football 2018-2019 |                                          |
| Champion                                 | Al Shorta Bagdad (4e titre)              |
| Coupes et trophées                       |                                          |
| Vainqueur de la Coupe d'Irak 2018-2019   | Al-Zawra'a Sports Club                   |
| Qualifications continentales             |                                          |
| Ligue des champions de l'AFC 2020        | Al Shorta Bagdad                         |
| Ligue des champions de l'AFC 2020        | Al-Qowa Al-Jawiya Al-Zawra'a Sports Club |
| Promotions et relégations                |                                          |
| Promus en Iraqi Premier League           | Zakho FC                                 |
| Promus en Iraqi Premier League           | Al-Qasim SC                              |
| Relégués en Division 2 League            | Al-Bahri SC                              |
| Relégués en Division 2 League            | Al-Hussein FC                            |